# Iris Lachenmayer
Iris Lachenmayer (* 22. Februar 1954; † 20. Februar 2017 in Kaufbeuren) war eine deutsche Eisstocksportlerin.
Als Allgäuerin interessierte sie sich von früher Jugend an für das Eisstockschießen. Sie wurde 1973 Mitglied beim ESV Kaufbeuren, wechselte aber bald nach Füssen, wo sie zunächst beim ESC Ziegelwies Füssen, dann bei der ESG Füssen spielte. Für die Füssener Vereine holte sie den ersten Europa-Cup der Damen im Jahre 2003. Außerdem gewann sie 2003 und 2005 die Deutsche Eisstockmeisterschaft der Damen.
2014 wechselte sie dann nach Peiting und spielte für den dortigen TSV in der 1. Damenmannschaft. Sie wurde 2016 erneut Deutsche Meisterin. Außerdem gewann sie bei den Spielen um den Europa-Cup 2016 in Belarus mit der deutschen Nationalmannschaft eine Bronzemedaille. Im Jahre 2000 erhielt sie das Silberne Lorbeerblatt.
Sie starb am 20. Februar 2017.